# Сент-Мари-де-ла-Мер
Сент-Мари-де-ла-Мер (фр. Saintes-Maries-de-la-Mer, окс. Lei Santei Marias de la Mar) — коммуна на юго-востоке Франции в регионе Прованс — Альпы — Лазурный Берег, департамент Буш-дю-Рон, округ Арль, административный центр одноимённого кантона.

## Географическое положение

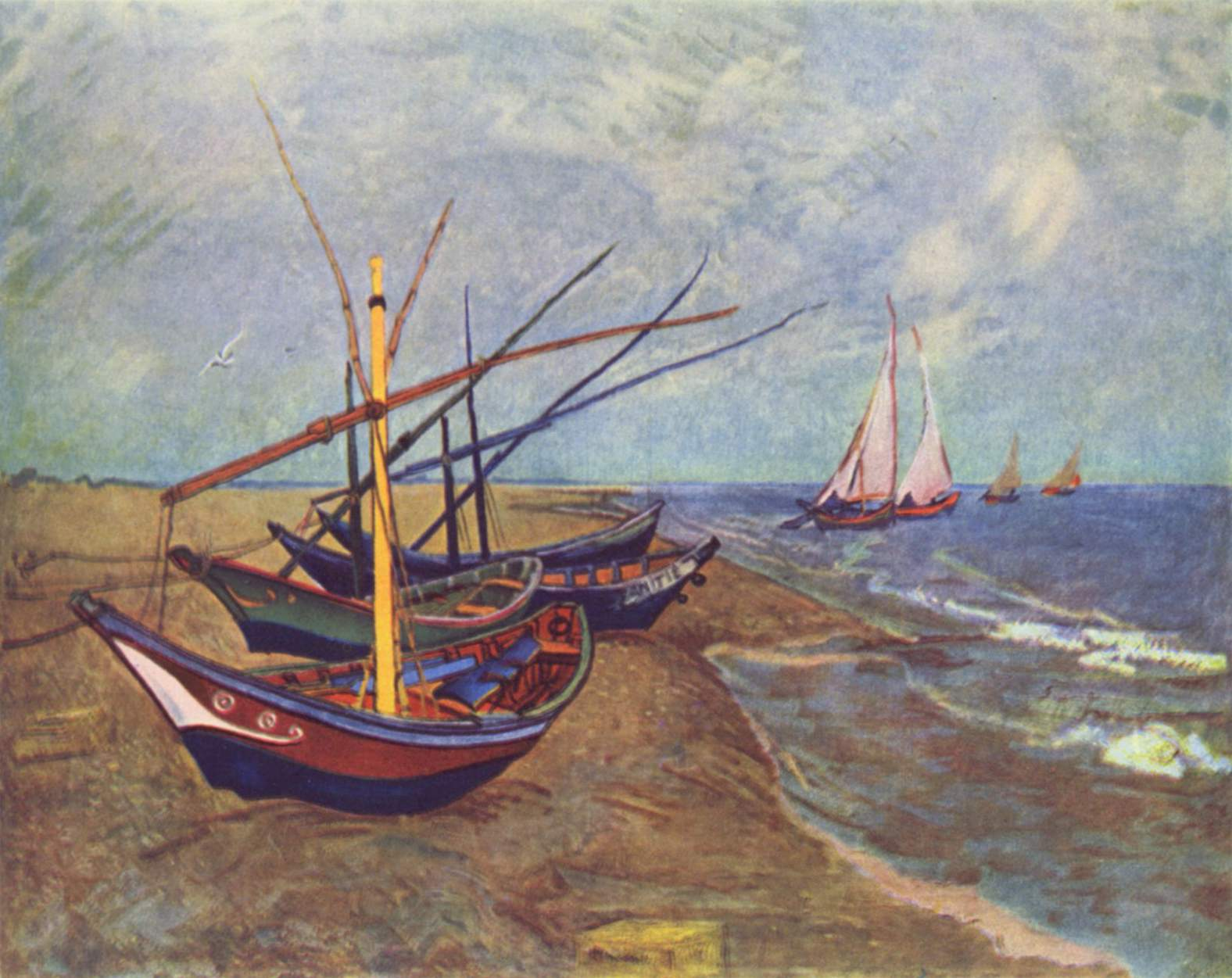
Винсент ван Гог «Рыбачьи шхуны на берегу в Сен-Мари»

Коммуна Сент-Мари-де-ла-Мер расположена на юго-востоке Франции, в устье реки Рона, на берегу Средиземного моря, в природной области Камарг. Входит в состав округа Арль департамента Буш-дю-Рон региона Прованс-Альпы-Лазурный берег. Кроме города Сент-Мари-де-ла Мер её территория охватывает также природный заповедник в дельте Роны. Площадь коммуны — 374,61 км², численность населения — 2495 человек (2012), плотность населения — 6,7 чел/км² — является одной из самых низких во Франции.

## История
Сент-Мари-де-ла-Мер впервые письменно упоминается в IV столетии как позднелат. Sancta Maria de Ratis. Архиепископ Цезарий Арльский завещал его в 542 году монастырю. В 859—860 годах местность вокруг Сент-Мари подверглась нападению викингов, а в 869 году она была опустошена арабами, готовившимися здесь к нападению на Арль.
В XI—XII веках в городе был построен собор Нотр-Дам-де-ла-Мер, сохранившийся до наших дней. В 1448 году в Сент-Мари были обнаружены священные реликвии, связанные с пребыванием здесь Святых Марии Иаковой, матери апостола Иакова Алфеева и Марии Саломеи, принимавшей роды Иисуса Христа. Вследствие возникшего на этой основе в Сент-Мари культа девы Марии в городок на протяжении нескольких столетий стекались ежегодно тысячи паломников со всей Европы. Во время Великой Французской революции этот культ был запрещён, а собор Нотр-Дам частично разрушен (восстановлен в 1873 году).
Сент-Мари-де-ла-Мер является также местом поклонения цыган, празднующих в этом городе 25 мая день Святой Сары (Сара Кали), своей небесной покровительницы.

## Население
Согласно данным 2012 года в Сент-Мари-де-ла-Мер проживало 2495 человек. Из них (данные 2007 года) 54 % женщин и 46 % мужчин.
| Население города в XIX—XXI веках |
| -------------------------------- |
|                                  |

### Климат
| Показатель                    | Янв. | Фев. | Март | Апр. | Май | Июнь | Июль | Авг. | Сен. | Окт. | Нояб. | Дек. |
| ----------------------------- | ---- | ---- | ---- | ---- | --- | ---- | ---- | ---- | ---- | ---- | ----- | ---- |
| Средний суточный максимум, °C | 10   | 11   | 15   | 17   | 22  | 26   | 30   | 29   | 25   | 20   | 14    | 10   |
| Средний суточный минимум, °C  | 2    | 2    | 5    | 7    | 12  | 14   | 17   | 17   | 14   | 10   | 6     | 3    |
| Норма осадков, мм             | 38   | 38   | 62   | 57   | 70  | 49   | 26   | 57   | 69   | 111  | 76    | 54   |
| Источник: Погода и климат     |      |      |      |      |     |      |      |      |      |      |       |      |